# Jim McMahon (homme politique)
James Ignatius O'Rourke McMahon, né le 7 juillet 1980 à Miles Platting, est un homme politique britannique, membre du Parti coopératif.
Il est député d'Oldham West et de Royton depuis une élection partielle en décembre 2015. Il est conseiller depuis 2003 et a dirigé le Oldham Metropolitan Borough Council. Il siège également au Comité exécutif national du parti.
Depuis juillet 2024, il est ministre d'État au Gouvernement local et à la Décentralisation anglaise au sein du gouvernement de Keir Starmer.

## Jeunesse et carrière
McMahon est né à Miles Platting, Manchester, de William McMahon, un chauffeur de camion et d'Alicia O'Rourke (Breffni). La famille déménage de Cheetham Hill quand il est enfant à Middleton, où il fréquente l'école secondaire. Il quitte l'école à l'âge de seize ans. 
McMahon commence à travailler en 1997 comme apprenti technicien à l'Université de Manchester pour devenir un technicien supérieur avant de quitter la profession en 2004. Il rejoint ensuite le gouvernement local, travaillant sur le renouvellement urbain et, plus tard, en tant qu'animateur du centre-ville,. 

## Carrière politique

### Gouvernement local

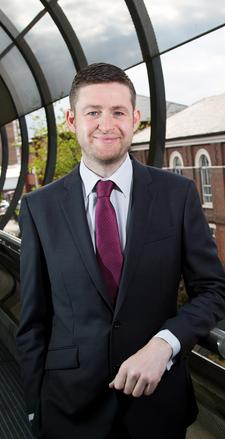
McMahon en 2015

McMahon est élu pour la première fois au Oldham Metropolitan Borough Council en novembre 2003 en tant que conseiller travailliste pour la circonscription de Failsworth East. Il occupe divers postes au conseil d'Oldham avant de devenir le chef du groupe travailliste du conseil en 2008 après que les libéraux-démocrates aient pris le contrôle de l'autorité. Aux élections locales de 2011, les travaillistes reprennent le contrôle du conseil et McMahon devient son chef. En tant que chef du conseil, McMahon est l'un des 11 membres de l'Autorité combinée du Grand Manchester responsable des transports. 
McMahon est le premier président du Co-operative Council Innovation Network et est le leader travailliste de l'Association des collectivités locales. 
En août 2014, il est élu pour représenter les conseillers travaillistes au sein du Comité exécutif national (NEC) du parti . 
Lors des élections à la direction du parti travailliste de 2015, McMahon aurait soutenu la candidature à la direction de Liz Kendall. Celle-ci termine à la dernière place sur les quatre candidats (Corbyn, Burnham, Cooper & Kendall) ayant reçu moins de 5% des voix. 
En 2016, McMahon démissionne de son poste de chef du conseil et est remplacé par son adjointe, Jean Stretton. 

### Parlement
McMahon est sélectionné pour être candidat du Parti travailliste aux élections partielles d'Oldham West et de Royton en 2015 après le décès du sortant Michael Meacher. 
Lors de l'élection partielle tenue le 3 décembre 2015, McMahon est élu député d'Oldham West et de Royton, avec 62% des voix, soit une augmentation de sept points de pourcentage depuis les Élections générales britanniques de 2015.  
Il est Secrétaire parlementaire privé du chef adjoint du parti travailliste jusqu'à sa nomination au poste de ministre fantôme du gouvernement local et de la dévolution. Il soutient Owen Smith dans la tentative ratée de remplacer Jeremy Corbyn lors des élections à la direction du Parti travailliste en 2016. 
Après avoir été sélectionné pour présenter un projet de loi sur les députés, McMahon propose le projet de loi sur la représentation du peuple (émancipation et éducation des jeunes) 2017-2019 qui vise à étendre le droit de vote au Royaume-Uni aux électeurs éligibles âgés de 16 et 17 ans. Le projet de loi comprenait des mesures visant à introduire la citoyenneté et l'éducation constitutionnelle dans les écoles. 
Le projet de loi est soutenu par des députés de tous les partis politiques représentés à la Chambre des communes, à l'exception du DUP, avec ses partisans, notamment le chef du parti travailliste Jeremy Corbyn, le chef adjoint Tom Watson, le député conservateur Peter Bottomley, la chef adjointe du Parti libéral démocrate Jo Swinson et la députée du Parti vert Caroline Lucas. 
Le projet de loi passe en deuxième lecture en novembre 2017 mais n'a pas progressé davantage. Cela conduit à la création du groupe parlementaire multipartite multipartite sur les votes à 16 ans. 
Il est nommé ministre d’État au ministère du Logement dans le gouvernement Starmer le 6 juillet 2024.

## Vie privée
McMahon vit avec Charlene Duerden à Failsworth. Ils ont deux enfants. 
McMahon est nommé officier de l'Ordre de l'Empire britannique (OBE) lors des honneurs d'anniversaire de 2015 pour «services rendus à la communauté d'Oldham» et est investi par Charles, prince de Galles le 18 décembre 2015. 